# سرة صفراء
سرة صفراء (الاسم العلمي: Umbilicus luteus) هي نوع من النباتات يتبع جنس السرة من الفصيلة الكرسولية.

## الموئل والانتشار
موطن هذا النوع البلقان وإيطاليا.